# Anchoa januaria
Anchoa januaria är en fiskart som först beskrevs av Steindachner, 1879.  Anchoa januaria ingår i släktet Anchoa och familjen Engraulidae. Inga underarter finns listade i Catalogue of Life.